# Agelena cuspidata
Agelena cuspidata är en spindelart som beskrevs av Zhang, Zhu och Song 2005. Agelena cuspidata ingår i släktet Agelena och familjen trattspindlar. Inga underarter finns listade i Catalogue of Life.